# Гутин, Василий Леонтьевич
Василий Леонтьевич Гутин (1909—1939) — участник советско-финляндской войны, политрук роты 674-го стрелкового полка 150-й стрелковой дивизии Ленинградского военного округа, младший политрук. Герой Советского Союза.

## Биография
Родился в 1909 году в посаде Клинцы Российской империи (ныне город в Брянской области) в семье служащего. Русский.
Окончил 7 классов школы. В 1929 году был направлен на ликвидацию неграмотности в деревнях Суражского района. В 1934 году окончил Смоленский педагогический институт. Работал директором образцовой школы в посёлке городского типа Климово Брянской области.
В Красной Армии — с 1936 года. Член ВКП(б) с 1937 года.
Политрук роты 674-го стрелкового полка младший политрук Василий Гутин в ночь на 18 декабря 1939 года при наступлении на вражеские позиции в районе реки Тайпаленйоки поднял в атаку взвод. Преодолев под огнём противника проволочное заграждение, воины, возглавляемые бесстрашным офицером-политработником, захватили окопы. С группой бойцов младший политрук В. Л. Гутин разведал расположение вражеских огневых точек. Погиб в этом бою.
Похоронен в братской могиле в 2,2 км южнее пос. Соловьёво Приозерского района (Ленинградская область).

## Награды
- Указом Президиума Верховного Совета СССР от 7 апреля 1940 года «за образцовое выполнение боевых заданий командования на фронте борьбы при оккупации Финляндии и проявленные при этом отвагу и геройство» младшему политруку Гутину Василию Леонтьевичу посмертно присвоено звание Героя Советского Союза.
- Награждён орденом Ленина.

## Память
- Именем Героя названы улицы в городе Клинцы и в рабочем посёлке Климово Брянской области.